# Turn back time (dokumentarfilm)
|  | Denne artikel er oprettet af botten Steenthbot ud fra en ekstern database. Den kan derfor have sproglige fejl eller mangler. Denne skabelon kan fjernes efter kontrol af indholdet. |

Turn back time er en dansk portrætfilm fra 2005 instrueret af Tómas Gislason.

## Handling
Instruktøren Tómas Gislason har samlet halvfemsernes store danske popsensation, Aqua. Under indspilningen af bandets tredje album gik de hver til sit og har ikke talt sammen siden. Nu skal de tilbringe 12 timer sammen i et sommerhus. Og der er et og andet, der skal tales igennem...

## Medvirkende
- Lene Nystrøm
- René Dif
- Søren Rasted
- Claus Norreen